# Schefflera actinophylla

Schefflera actinophylla (sin. Brassaia actinophylla) es una planta fanerógama perteneciente a la familia de las araliáceas.

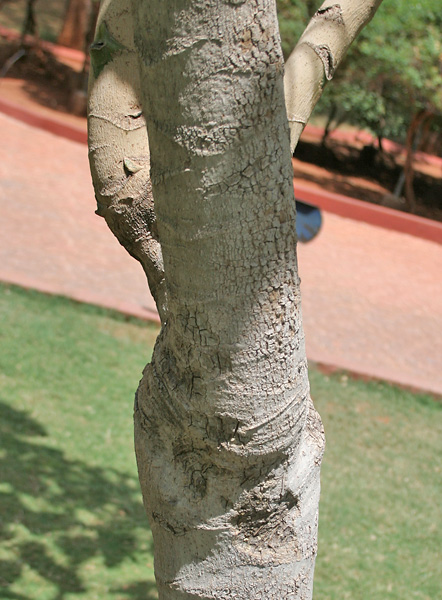
Tronco en Hyderabad (India).

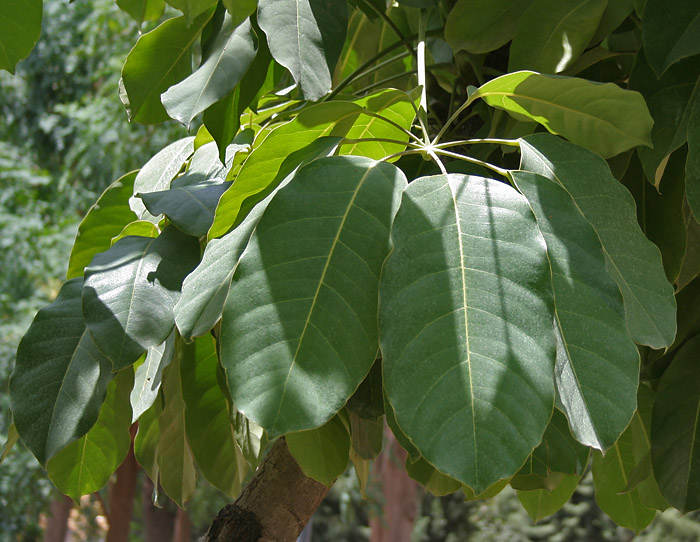
Hojas en Hyderabad (India).

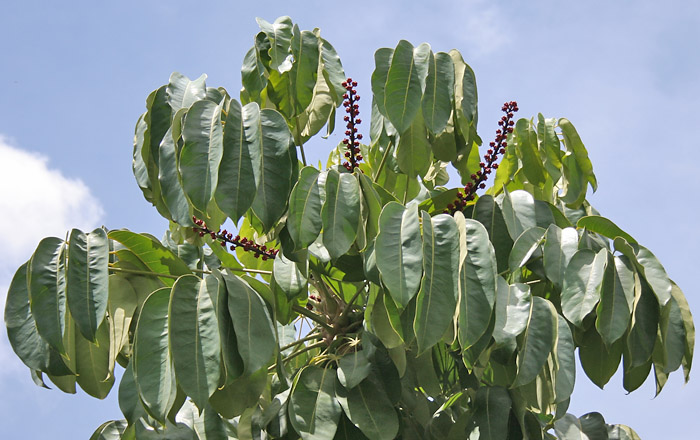
Copa en Hyderabad (India).

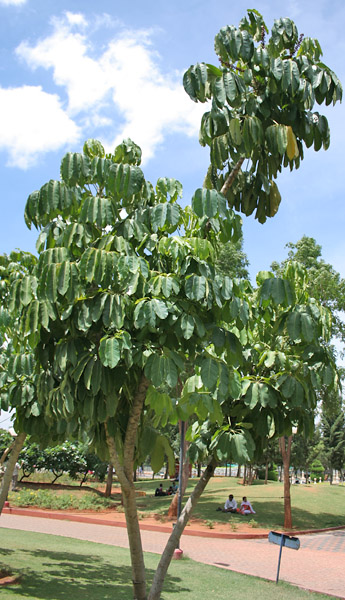
En Hyderabad (India).

## Distribución y hábitat
Es un árbol en la familia Araliaceae. Es nativo de las selvas lluviosas en Australia (este de Queensland y el Territorio del Norte), Nueva Guinea y Java. Nombres comunes incluyen Árbol Paraguas y Árbol Pulpo.

## Descripción

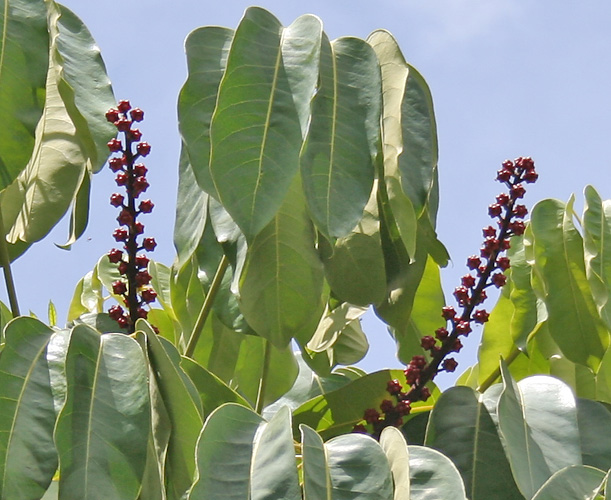
Copa del árbol en Hyderabad (India).

S. actinophylla es un  árbol perennifolio que crece a 15 m de alto. Tiene hojas compuestas médium verdes en grupos de siete hojas. Usualmente tiene troncos múltiples, y las flores se desarrollan en la parte alta del árbol. Con frecuencia crece como epífita en otros árboles del bosque lluvioso. Produce racimos de hasta 2 metros de largo conteniendo hasta 1,000 pequeñas flores rojas opacas. La floración empieza a principios del verano y típicamente continúa por varios meses. 

## Ecología
Las flores producen grandes cantidades de néctar que atrae a las aves que se alimentan de miel. Los frutos son consumidos por muchas aves y animales incluyendo la rata canguro, el Thylogale stigmatica (pademelón de patas rojas) y los zorros voladores. Sus hojas son la comida favorita del Dendrolagus bennettianus (Canguro arborícola de Bennett).

## Cultivo
Schefflera actinophylla es comúnmente plantado desde climas templados a subtropicales como árbol decorativo en grandes jardines y, cuando está maduro, tiene espigas rojas brillosas de hasta 20 racimos que se desarrollan en verano o principios del otoño. La propagación es por semilla o estacas. Prefiere suelos bien drenados y solo necesita riego ocasional y abono para prosperar. Sin embargo, es una planta agresiva y sus raíces pueden dominar el suelo a su alrededor. En algunas áreas (ej.  Florida y Hawái, Estados Unidos) es una planta invasora.

## Taxonomía
Schefflera actinophylla fue descrito por (Endl.) Harms y publicado en Die Natürlichen Pflanzenfamilien 3(8): 36. 1894.
Etimología
Schefflera nombre genérico que fue nombrado en honor del botánico alemán del siglo XIX Jacob Christian Scheffler, que escribió sobre el género Asarum.
actinophylla: epíteto latíno que significa "con hojas radiantes".
Sinonimia
- Aralia longipes W.Bull
- Brassaia actinophylla Endl.
- Brassaia singaporensis Ridl.[9]